# Kublov
Kublov är en ort i Tjeckien.   Den ligger i regionen Mellersta Böhmen, i den centrala delen av landet, 40 km väster om huvudstaden Prag. Kublov ligger 446 meter över havet och antalet invånare är 553.
Terrängen runt Kublov är kuperad åt nordost, men åt sydväst är den platt. Runt Kublov är det ganska tätbefolkat, med 179 invånare per kvadratkilometer. Närmaste större samhälle är Beroun, 14,1 km öster om Kublov. Trakten runt Kublov består till största delen av jordbruksmark.